# Leyte do Sul
Leyte do Sul é um província de  classe de renda da terceira província (d) na região Visayas Orientais (Região VIII), nas Filipinas. De acordo com o censo de 1 de maio  de  2020 possui uma população de 429 573 pessoas e 92 405 domicílios.
A sua capital é Maasin.

## Subdivisões
Municípios
- Anahawan
- Bontoc
- Hinunangan
- Hinundayan
- Libagon
- Liloan
- Limasawa
- Macrohon
- Malitbog
- Padre Burgos
- Pintuyan
- Saint Bernard
- San Francisco
- San Juan
- San Ricardo
- Silago
- Sogod
- Tomas Oppus

Cidade
- Maasin